# إنريكو كيلر
إنريكو كيلر (بالألمانية: Enrico Keller)‏ (17 أغسطس 1978 هاله ألمانيا - ) هو لاعب كرة قدم ألماني يلعب كحارس مرمى.